# 威爾遜角
威爾遜角（英語：Cape Wilson）是南極洲的海岬，位於南喬治亞群島，處於島嶼灣入口處東部，以美國總統伍德羅·威爾遜命名，由英國海外領土管轄。